# Královnina kaple
Královnina kaple (oficiálně Královnina kaple v St James's Palace) je kaple ve středním Londýně v Anglii, kterou navrhl Inigo Jones a byla postavena v letech 1623 až 1625 jako externí doplněk k St James's Palace pro římskokatolickou královnu Marii Jindřišku. Jako královská kaple slouží pro náboženské potřeby britského panovníka, ale neměla by být zaměňována s budovou z roku 1540 známou také jako Královská kaple, která se nachází v paláci a hned naproti Marlborough Road. Je to památkově chráněná budova I. stupně.

## Dějiny
Královnina kaple byla postavena jako římskokatolická kaple v době, kdy stavba kostelů pro tuto denominaci byla v Anglii jinak zakázána, a používala ji manželka Karla I. a francouzská královna Jindřiška Marie, která přivezla vybavení kaple z Francie. Během anglické občanské války byla používána jako stáj. Renovována byl v roce 1662 a znovu v 80. letech 17. století Christopherem Wrenem. Od 90. let 17. století kapli využívali kontinentální protestantští dvořané Viléma a Marie. Královskou kaplí se stala znovu v roce 1938.
Kaple byla postavena jako nedílná součást St James's Palace, ale když přilehlé soukromé byty panovníka v roce 1809 vyhořely, nebyly nahrazeny a v letech 1856–57 byla mezi palácem a královninou kaplí vytyčena Marlborough Road. Výsledkem je, že fyzicky se kaple nyní zdá být více součástí komplexu Marlborough House než St James's Palace.
Tělo královny Alžběty, královny matky, leželo v roce 2002 v královnině kapli několik dní, během příprav na její pohřeb ve Westminster Hall.

## Architektura
Cihlová budova je vykreslena tak, aby vypadala, jako by byla postavena z kamene. Byla postavena v palladiánském stylu. Má štítové zakončení s frontony. Vnitřní klenba je zlacená a malovaná.

## Galerie

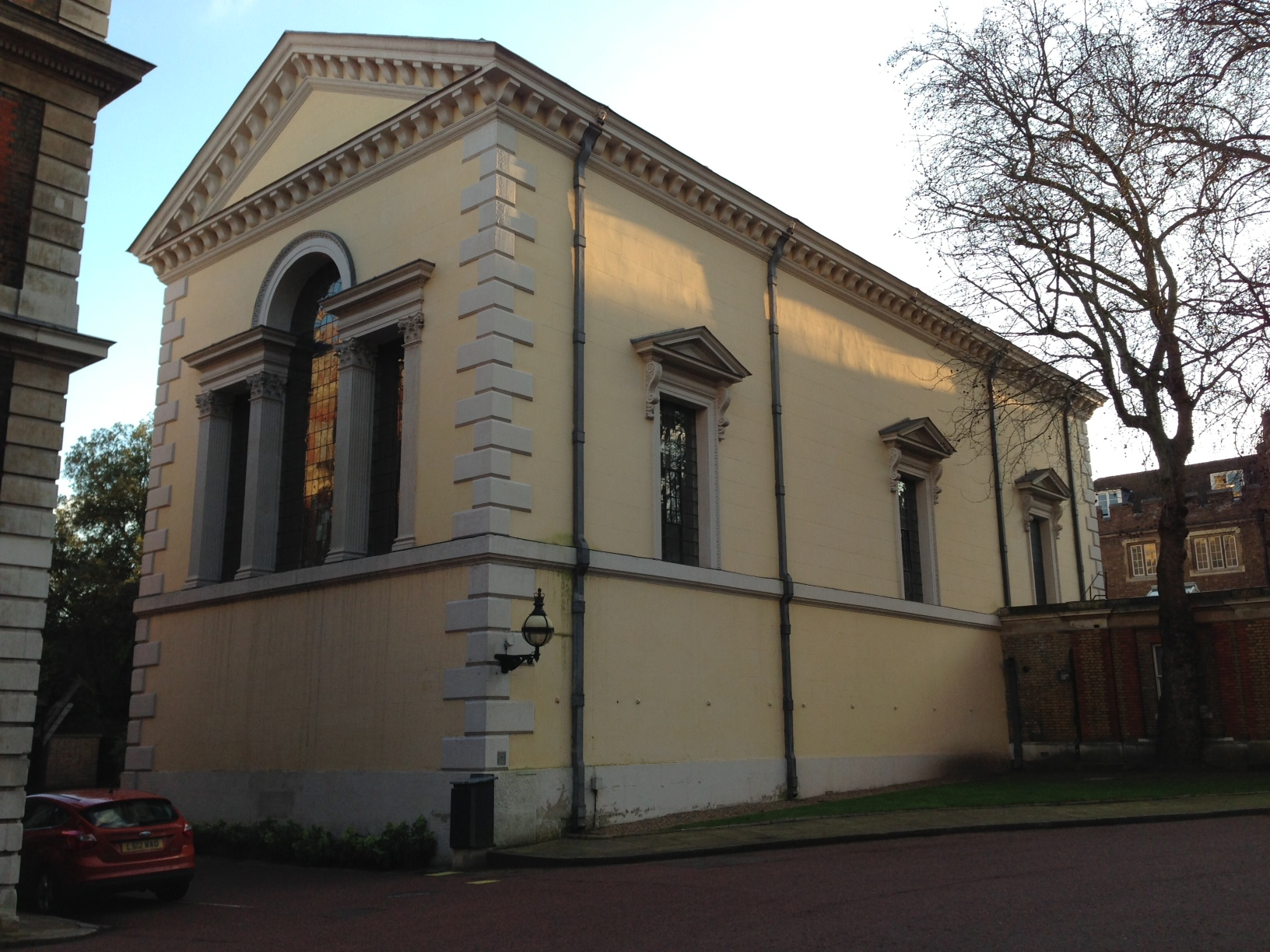
Východní a severní stěna z pozemku Marlborough House
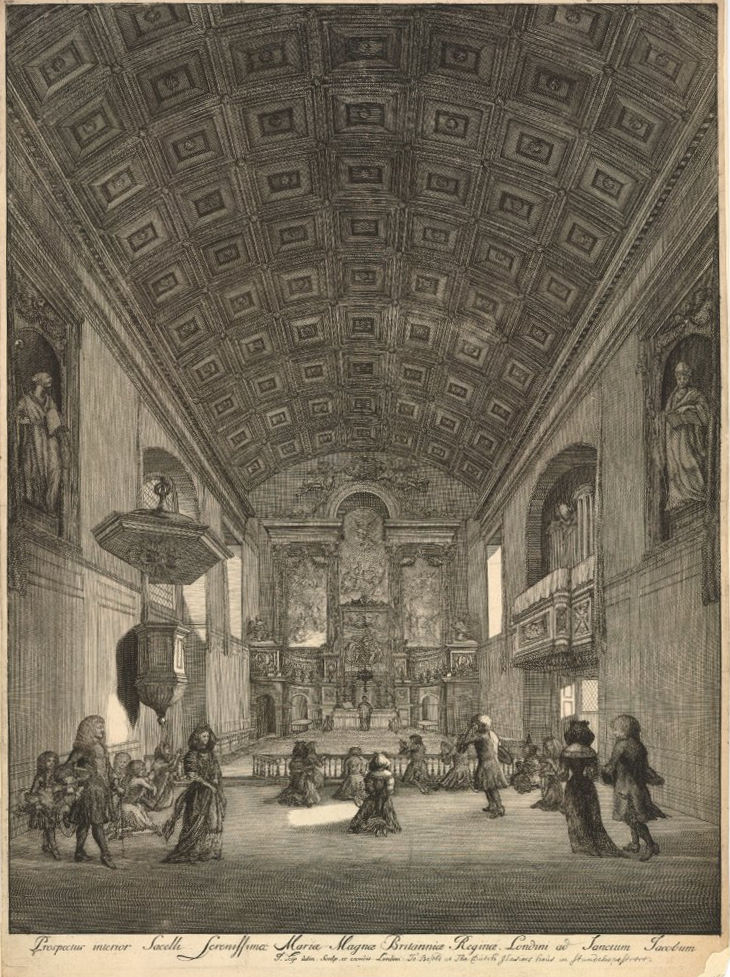
Královnina kaple v roce 1688 po renovaci Christopherem Wrenem v letech 1682–1684
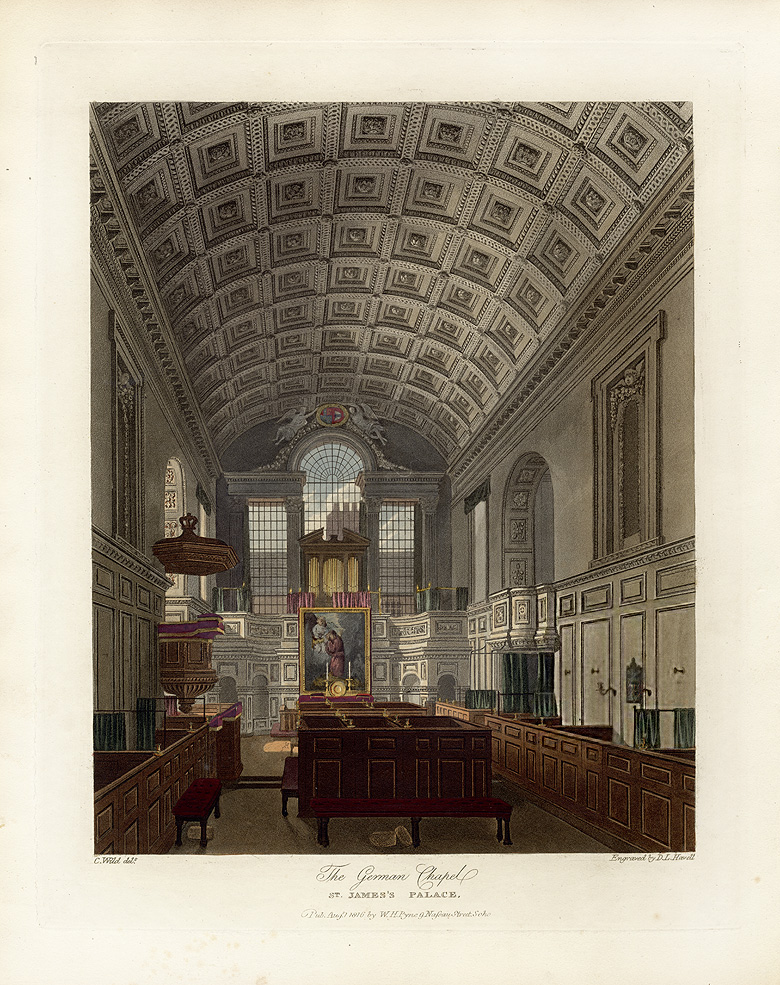
Německá kaple v roce 1819